# バグチェイシング

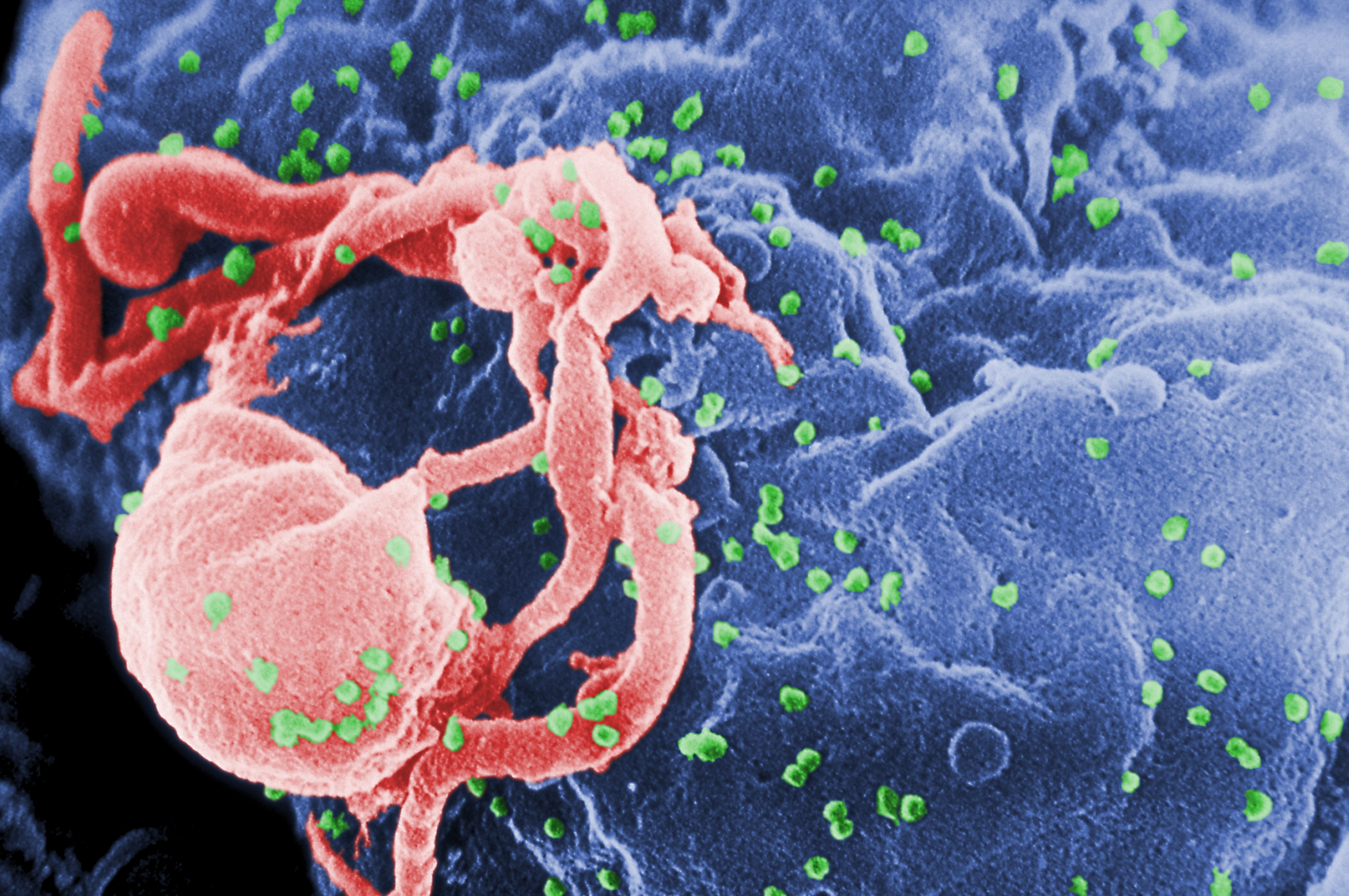
走査型電子顕微鏡で撮影したリンパ球からのHIV-1（緑色）の出芽写真。細胞表面上の複数の丸い隆起は、ビリオンの集合および出芽の部位を表す。

バグチェイシング（英語: bugchasing）あるいはチャージング（英語: charging）は、主にゲイ（男性の同性愛者）または男性間性交渉者がHIV陽性の人を積極的に探し出し、安全でない性行為を行うことを指す英語の俗語であり、自傷行為の一種である。このような行為を行う人はバグチェイサー（英語: bugchaser）と呼ばれる。一方、この関係にあるHIV陽性の人はギフトギバー（英語: giftgiver）と呼ばれ、その行為はギフトギビング（英語: giftgiving）またはポジング（英語: pozzing）と呼ばれる。 

## 理由
この行動にはさまざまな理由があると見られる。一部のバグチェイサーは、このような他人に理解されがたい、狂気じみたことを行うことに興奮を覚えたが、本当にHIVに感染することを望んでいないと見られる。研究者によると、このようなことは社会的スティグマ化と拒絶を否認する同性愛者の防御反応であり、「支配的な異性愛の規範や慣習に対する抵抗」から生じる可能性がある。 
また、一部のバグチェイサーによると、こういった行為が「非常にエロティック」で、予め知ったHIVに感染し得る性行為は「究極のタブーで、この上ないセックス」という考え方もある。 
他に、身寄りがないなどの理由より、HIV感染者を支援するコミュニティあるいは社会保障のサービスを利用したいから、主導的にHIVに感染することもある。さらに、自殺の手段として使われることもある。 
バグチェイシングには安全でないアナルセックス（UAI）が必要であるが、コンドームの使用を拒否する人は必ずしもバグチェイサーであるわけではない。簡単に言えば、安全でないセックスを嗜む異性愛または同性愛の人たちはコンドームのない「より楽しいセックス」が好きだが、相手が性感染症の感染者であることを望むわけではない。一方、バグチェイサーは安全でないセックスを通じてHIVの感染を望むため、専らHIV陽性の相手を探す。一見同じような行為であるが、動機が異なる。   
また、多くのバグチェイサーが、HIV陽性のコミュニティとの連帯感または世間からの同情を求めているような行動を起こすため、ミュンヒハウゼン症候群との関連性もあると見られる。

## 研究
1990年代から、研究者たちはバグチェイシングの記録化、解釈、解決策の探求に努力してきた。デアン・ゴーティエ博士とクレイグ・フォーサイス博士は1999年に、バグチェイシング行為に関する最初の学術論文を発表した。彼らは、コンドームをつけない風潮及び同性愛者の間に新しく出現したサブカルチャーの傾向について調査した。その調査記録には、HIV陽性者を積極的に探しているという複数の被調査者の証言があった。 
リチャード・テュークスベリー博士は、オンライン・バグチェイシングについての研究者の最初の1人である。彼はいくつかのバグチェイサーがインターネットを通じて、セロコンバーションへの移行に努力していることを報告した。また、最近の研究では、バグチェイサーとギフトギバーの行動・態度・人口統計上の類似点について有力な分析を行った。
クリスチャン・グロブ博士とジェフリー・パーソンズ博士(2006)は、自身のバグチェイサーまたはギフトギバーの属性をインターネットで公表した1228人の個人情報を使用した調査により、バグチェイサーとギフトギバーを6つのカテゴリに分類した。 
1. 「積極的なバグチェイサー」（The Committed Bug Chaser）とは、自身がHIV陰性であるが、HIV陽性のパートナーを探しているバグチェイサーのことである。セックスのポジションについては、62.2％がウケ（被挿入側）である。抽出データのうち、7.5％だけはこの類型である。
2. 「機会的なバグチェイサー」（The Opportunistic Bug Chaser）とは、自身がHIV陰性で、パートナーのHIVステータスはどちらでも良いというバグチェイサーのことである。セックスのポジションについては、43.6%がリバ（挿入・被挿入両方可能）、46.3%がウケ（被挿入側）である。抽出データのうち、12.1％はこの類型である。
3. 「積極的なギフトギバー」（The Committed Gift Giver）とは、自身がHIV陽性で、HIV陰性のパートナーを探しているギフトギバーのことである。全サンプルうち、5人のだけがこの類型である。
4. 「機会的なギフトギバー」（The Opportunistic Gift Giver）とは、自身がHIV陽性で、パートナーのHIVステータスはどちらでも良いというギフトギバーのことである。セックスのポジションについては、61.8％がリバ（挿入・被挿入両方可能）である。抽出データのうち、26％はこの類型である。
5. 「セロコンバーター」（The Serosorter）。グロブとパーソンズがサンプリングしたすべての男性は、インターネット上でギフトギバーまたはバグチェイサーであることを示したが、動機はバグチェイサー・ギフトギバーの特徴と一致しないグループはこのセロコンバーターである。一部のHIV陽性者（全サンプルの8.5％）は、他のHIV陽性者を好むことを示した。一方、一部のHIV陰性者（サンプル全体の12.5％）は他のHIV陰性者を好むことを示した。彼らは自身がバグチェイサーまたはギフトギバーであることを明示したが、自身と同様のHIVステータスの男性をより選好する。
6. 「曖昧なバグチェイサーまたはギフトギバー」（The Ambiguous Bug Chaser or Gift Giver）とは、自身のHIVステータスがわからない人である。故にバグチェイサーであるかギフトギバーであるかは分析できない。抽出データのうち、16.3％はこの類型である。

結論としては、バグチェイシングとギフトギビングは少数の個人の間で行われる可能性がある。また、彼らの研究により、ギフトギバーまたはバグチェイサーであることを示した人々の間で、HIVを意図的に拡散するかどうかについて、かなりのばらつきがあることも分かった。一部の被調査者は、HIVを拡散する意図が全くないと表明した。 
デイビッド・モスコヴィツ博士、カトリオナ・マクレオド博士、マイケル・ロロフ博士は、バグチェイサーがHIVの感染を求める理由を定量的に説明しようとした。彼らによると、バグチェイサーの人は性依存症を患う可能性が高い。他の性的リスクを取る行動によって快感を得ることがなくなり、より高いリスクと快感を得るために、彼らはバグチェイシングを始めたと見られる。 
ブルース・ルブランク博士（2007）は、バグチェイサーと自認するグループへの調査に基づく探索的な研究を実施した。彼の研究では、HIVの感染を追求する心理的および社会的動機について調べたが、一個人がHIV感染を目標とする心理的要因（内部思考のプロセス）または社会的要因（他者との相互作用）は特定できなかった。HIV感染を求める主な喚起要因について、最も多くの回答は精液を見ることと同じ、感染の可能性に由来するスリル、熱狂さ、エロスである。動機として「エイズを乗り越え、共に生きていく」と答えた回答者はほとんどいなかった。 
また、ごくわずかだが、「コミュニティ」または「ブラザーフッド」の一員になるという動機も確認された。他の変数として、パートナーを見つけるための方法、感染を求めている間に行われた性的行動、性行為の相手の平均数、バグチェイシングから感染までの時期の長さ、感染後の生活の変化などが挙げられる。

## メディアと大衆文化
ローリング・ストーン誌は2003年に、フリージャーナリストのグレゴリー・フリーマンによる「バグチェイサー：HIV+に長く憧れている男性」という記事を掲載した後、バグチェイシング/ギフトギビング現象は注目の的となり、特にマイナスな評価が多かった。この記事には、サンフランシスコの保健サービスの責任者であるボブ・カバジ博士が、この1年間に新たにHIVに感染した者のうち、約25％（1万人）が意図的な伝播によるものであると述べた。カバジは自分の文献の引用について異議を唱えたが、ローリング・ストーンは退かなかった。ボストンのLGBT向けクリニック、フェンウェイコミュニティヘルスの精神医学・依存症メディカルディレクターであるマーシャル・フォースタイン博士は、当該クリニックで定期的にバグチェイサーを見つけたことや、人数が増加していると報告したことがある。彼もこの引用を「偽造」と呼んだが、ローリング・ストーンは一歩も譲らなかった。ゲイ向け新聞、ニューヨーク・ブレイドの編集者であったスティーブン・ワインスタインはこの記事を「真実よりも少ない」と断じ、前に競合雑誌社にあったローリング・ストーンのある新入編集者が自分の気分を晴らすために書いたものだと判断した。 
この記事が発表された後、LGBT団体「人権キャンペーン」はアクションアラートを発行し、メンバーにローリングストーンの無責任な「バグチェイシング」に抗議するように呼びかた。また、多くの批評家は、この記事が保守派にとって好材料だと指摘した。例えば、保守団体「伝統的価値連合」（The Traditional Values Coalition）はこの記事に基づいて、疾病予防管理センターにエイズ関連の資金を削減するように促した。   
2006年にBBCがバグチェイシング現象について調査した時、その対象であったHIV陽性の男性リッキー・ダイヤー（Ricky Dyer）は、「私はHIV陽性であることが大好きで、ウイルスとともに生きるという現実に対する自己満足感が、感染率が上昇している理由の1つである可能性がある」と述べた。   
NBCのドラマシリーズ、ER緊急救命室のシーズン7第13話では、マルッチ博士は、陽性のパートナーからHIVに感染したいゲイの男性を診察した。マルッチは、この陰性の患者に「バグチェイサー」かどうかについて尋ねた場面がある。

## 参考資料
1. ↑  Gregory A. Freeman, "In Search of Death," Rolling Stone, January 23, 2003 https://web.archive.org/web/20061116220955/http://www.rollingstone.com/news/story/5939950/bug_chas/print
2. 1 2  Crossley Michelle (2004). “'Resistance' and health promotion”. British Journal of Social Psychology 43 (2):  225–244. doi:10.1348/0144666041501679. PMID 15285832.
3. ↑  Gregory A. Freeman. “Rolling Stone : Bug Chasers”. 2006年11月16日時点のオリジナルよりアーカイブ。2015年2月17日閲覧。
4. ↑  Frances, Richard J.; Wikstrom, Thomas; Alcena, Valiere (1985). “Contracting AIDS as a means of committing suicide”. The American Journal of Psychiatry 142 (5):  656. doi:10.1176/ajp.142.5.656b.
5. ↑  Flavin, Daniel K.; Franklin, John E.; Frances, Richard J. (1986). “The acquired immune deficiency syndrome (AIDS) and suicidal behavior in alcohol-dependent homosexual men”. The American Journal of Psychiatry 143 (11):  1440–1442. doi:10.1176/ajp.143.11.1440. PMID 3777237.
6. ↑  “The existence of a bug chasing subculture”. Cult Health Sex 9 (4):  347–57. (2007). doi:10.1080/13691050600976296. PMID 17612955.
7. ↑  Griffiths (2014年10月14日). “Contract Killing: A brief look at 'bug chasing'”. Psychology Today. 2019年11月20日閲覧。
8. ↑  K.Gauthier, Deann; J.Forsyth, Craig (1999-01-01). “bareback sex, bug chasers, and the gift of death”. Deviant Behavior 20 (1):  85–100. doi:10.1080/016396299266605. ISSN 0163-9625.
9. ↑  Tewksbury, Richard (2003-09-01). “bareback sex and the quest for HIV: assessing the relationship in internet personal advertisements of men who have sex with men”. Deviant Behavior 24 (5):  467–482. doi:10.1080/713840245. ISSN 0163-9625.
10. ↑  Grov, Christian; Parsons, Jeffrey T. (2006). “Bug Chasing and Gift Giving: The Potential for HIV Transmission Among Barebackers on the Internet”. AIDS Education and Prevention 18 (6):  490–503. doi:10.1521/aeap.2006.18.6.490. PMID 17166076.
11. 1 2  “An Exploratory Study of Bug Chasers”. Sociological Imagination 43 (2). ISSN 1077-5048.
12. ↑  Gregory A. Freeman (2003年1月23日). “In Search of Death”.   Rolling Stone. 2008年3月4日時点のオリジナルよりアーカイブ。2009年12月7日閲覧。
13. ↑  Roeper, Richard (2003年4月22日). “What makes bug chasers, gift givers do such a thing?”. Chicago Sun-Times:  p. 11
14. ↑  “A new generation rethinks AIDS risk”. Honolulu Advertiser:  p. 1D. (2003年3月2日)
15. ↑  “n TRANSMISSION”. AIDS Policy and Law (LRP Publications) 18 (4). (2003-03-03).
16. 1 2  Mnookin, Seth (2003年2月17日). “Using 'Bug Chasers'”. Newsweek. p. 10
17. ↑  “Bugged Out Over AIDS Story”. New York Post. (2003年1月26日). p. 10
18. ↑  Mnookin, Seth (2003年1月23日). “Is Rolling Stone's HIV Story Wildly Exaggerated?”. Newsweek
19. ↑  Weinstein, Steve (May 23, 2003). “Chasing the bug chasers [editorial]”. Washington Blade.
20. ↑  Savage, Dan (2003年2月18日). “Savage Love”. The Village Voice:  p. 171
21. ↑  Laza, Matthew (2003年2月1日). “Men Who Want AIDS”. The Spectator:  pp. 21–24
22. ↑  Richard Pendry (2006年4月10日). “HIV 'bug chasers': Fantasy or fact?”. BBC News 2008年7月6日閲覧。
23. ↑  “ER s07e13 Episode Script | SS”. Springfield! Springfield!. 2019年9月12日閲覧。